# ماني إن ذا بانك (2011)
ماني إن ذا بانك (بالإنجليزية: Money in the Bank)‏ مهرجان من مهرجانات المصارعة المحترفة لعام 2011، من إنتاج الاتحاد العالمي للمصارعة الحرة ويُختصر بـدبليو دبليو إي، أقيم في 17 يوليو 2011، في صالة أولستايت في إحدى ضواحي روسمونت بالقرب من مدينة شيكاغو في ولاية إلينوي الأمريكية ضمن نظام الدفع مقابل المشاهدة. المهرجان هو الثاني ضمن سلسلة مهرجانات ماني إن ذا بانك. أقيم من خلال دبليو دبليو إي نيابة عن حلبتيها راو وسماكداون.
تضمن المهرجان ست مباريات من بينها مباراتا ماني إن ذا بانك. فاز ألبرتو دل ريو بمباراة عرض راو ليحصل على عقد مباراة على لقب بطولة دبليو دبليو إي في أي وقت يشاء، منذ لحظة فوزه حتى العام القادم، بينما فاز دانيال برايان بمباراة عرض سماكداون ليحصل على نفس الفرصة لكن على بطولة العالم للوزن الثقيل. كذلك أقيمت مباراة على لقب بطولة العالم للوزن الثقيل، هزم فيها كريستيان راندي أورتن بالإبطال ليصبح حامل اللقب الجديد بحسب شروط المباراة. في المباراة الرئيسية للمهرجان هزم سي إم بانك جون سينا ليصبح حامل لقب بطولة دبليو دبليو إي الجديد.
بُث مهرجان ماني إن ذا بانك في جميع أنحاء العالم، واشترك 195,000 من عملاء الدفع مقابل المشاهدة لمشاهدة المهرجان مقارنة بـ165,000 مشترك في النسخة الأولى من المهرجان. واحتل هذا المهرجان المركز الثاني في القائمة «أفضل 15 مهرجانًا من مهرجانات الدفع مقابل المشاهدة على الإطلاق» الصادرة من قبل دبليو دبليو إي في عام 2013، واحتلت المباراة الرئيسية التي جرت بين سينا وبانك المركز الرابع في قائمة «أعظم 50 مباراة على الإطلاق على لقب البطولة»، وتلقى المهرجان بشكل عام تقييمات إيجابية من النقاد، وحظيت المباراة الرئيسية على معظم الثناء. وصدرت النسخة المنزلية من المهرجان في 16 أغسطس 2011، ونالت من النقاد تقييمات إيجابية أيضًا.

## الإنتاج

### الخلفية

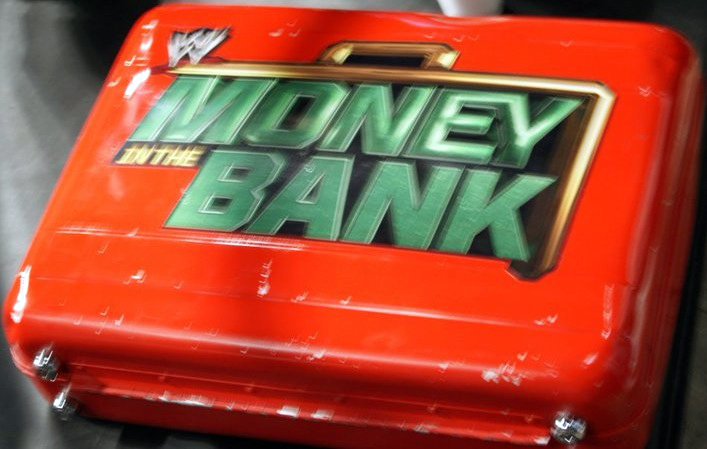
في الصورة: الحقيبة التي يُلعب عليها في مهرجان ماني إن ذا بانك.

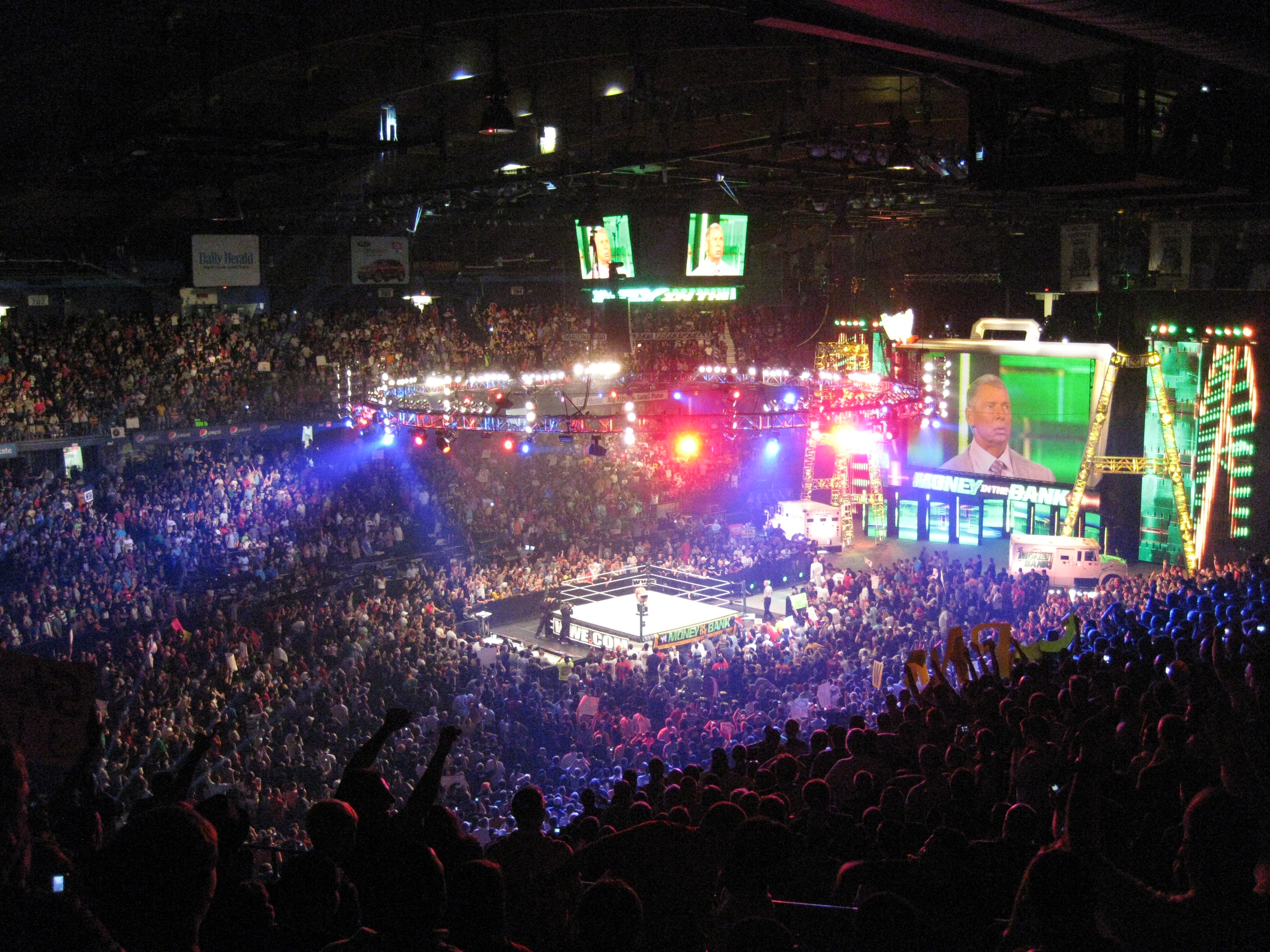
لقطة من المهرجان من داخل صالة أولستايت. ويظهر في الصورة، أن الجمهور الذي حضر لمشاهدة المرجان يملأ الحلبة لآخرها، وتظهر في وسط الصورة حلبة المصارعة الحرة، وفي أعلى اليمين شاشة عملاقة على شكل حقيبة، وترمز إلى لعبة المهرجان الرئيسية.

أطلقت دبليو دبليو إي في عام 2010، سلسلة مهرجانات ماني إن ذا بانك ضمن نظام الدفع مقابل المشاهدة وأنشئ المهرجان للتحايل بهدف منح فرصة للمصارع الفائز باللعب على لقب البطولة في أي لحظة يختارها هو. أقيمت النسخة الأولى من المهرجان في يوليو 2010، وأتت فكرة المهرجان من مباراة ماني إن ذا بانك التي كانت تنظم ضمن مباريات راسلمينيا بين عامي 2005 و2010. تمتاز المباراة بوجود عدة مصارعين يتصارعون ويستخدمون مباراة السلم للوصول إلى الحقيبة المعلقة أعلى الحلبة، والتي تحتوي بداخلها على عقد يمنح الفائز بها مباراة على لقب دبليو دبليو إي في أي وقت يختاره هو، منذ لحظة فوزه حتى العام القادم. في عام 2011، أقيمت مباراتا ماني إن ذا بانك، واحدة لكل من حلبتي راو وسماكداون. تقرّر أن يُمنح الفائز في مباراة عرض راو عقد مباراة على لقب بطولة دبليو دبليو إي، والفائز بعرض سماكداون عقد مباراة على لقب بطولة العالم للوزن الثقيل.
هذا المهرجان، هو الثاني ضمن سلسلة مهرجانات ماني إن ذا بانك، وبإقامته أصبح عرضًا سنويًا ضمن مهرجانات الدفع مقابل المشاهدة التي يقدمها اتحاد دبليو دبليو إي. كما أن المهرجان كان آخر مهرجان يُقدم في فترة الانفصال الأول للعلامة التجارية لدبليو دبليو إي التي انتهت في أغسطس من نفس العام. وتميزت فترة الانفصال، بوجود حلبتين واحدة لراو وأخرى لسماكداون، لكل منهما فريق مصارعين وألقاب وكادر موظفين خاصة بها.
بحلول نوفمبر 2010، أعلنت دبليو دبليو إي أن مهرجان «ماني إن ذا بانك 2011» سيقام يوم 17 يوليو 2011، في صالة أولستايت بمدينة روسمونت في ولاية إلينوي الأمريكية. وعُرضت التذاكر للبيع في مايو 2011، على تيكيت ماستر بأسعار تتراوح ما بين 25 دولارًا إلى 300 دولار.

### القصة
تضمنت مباريات المصارعة المحترفة في مهرجان ماني إن ذا بانك، سيناريو مكتوب من قبل اتحاد دبليو دبليو إي، قام بأدائه مصارعون محترفون بشخصيات وأدوار محددة مسبقًا. وراعى المهرجان قصة الانفصال بين العلامة التجارية بين راو وسماكداون، ووزع قصص الشخصيات بين عروض دبليو دبليو إي الأسبوعية المختلفة. هذه القصص قدمت خلفية لمهرجان 2011، وواصلت أحداث مهرجان الدفع مقابل المشاهدة السابق كابيتول بانيشمنت الذي أقيم في 19 يونيو 2011.

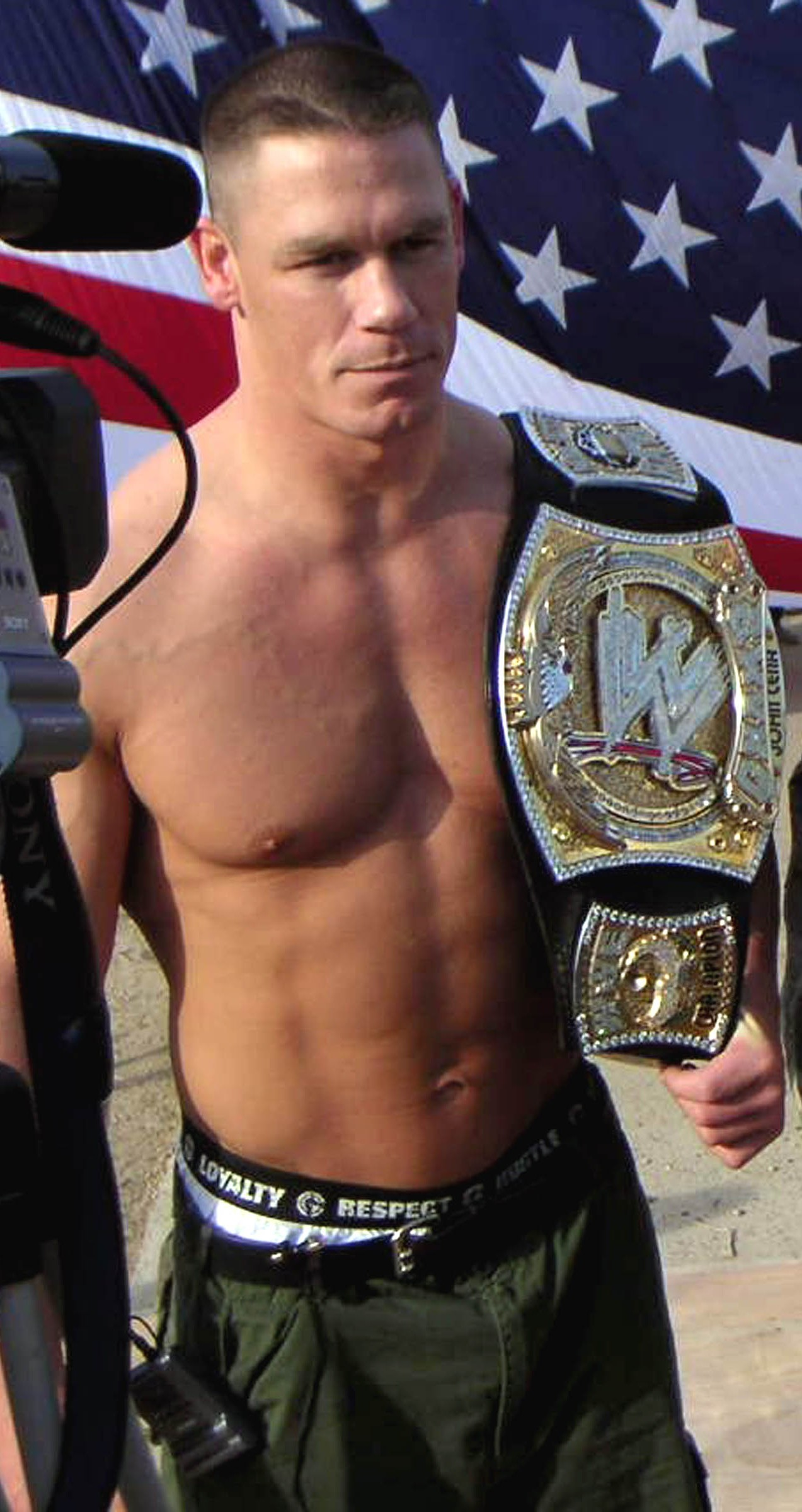
في الصورة، حامل اللقب جون سينا، يقف وعلم الولايات المتحدة يظهر خلفه، خسر لقب بطولة دبليو دبليو إي أمام سي إم بانك في المهرجان.

في 13 يونيو 2011، ضمن حلقة عرض راو هزم بانك سينا، في مباراة عادية لم تلعب على اللقب، بعد أن ألهى آر تروث سينا، وبعد أسبوع في الحلقة التالية من نفس العرض، فاز بانك في مباراة التهديد الثلاثي بنظام السقوط في أي مكان ضد كل من ألبرتو دل ريو وري ميستيريو، وأصبح بذلك المنافس رقم واحد على لقب بطولة دبليو دبليو إي، وتقرر أن يلعب مباراة المهرجان الرئيسية ضد حامل لقب بطولة دبليو دبليو إي جون سينا.
أعلن بانك بعد المباراة أن عقده مع دبليو دبليو إي سينتهي في منتصف ليلة 17 يوليو فور انتهاء مهرجان ماني إن ذا بانك، وتعهد بالفوز بلقب البطولة ومغادرة الاتحاد وأخذ اللقب معه. في حلقة راو التالية، كبد بانك سينا خسارة مباراة الطاولة ضد آر تروث، وقدم لاحقًا عرضًا ترويجيًا قال فيه بأنه هو «الأفضل في العالم» عوضًا عن سينا، ووبخ إدارة دبليو دبليو إي لعدم الترويج له بشكل صحيح، ووصف سينا «بالمتملق» وأهان الإدارة بما فيها رئيس الاتحاد فينس مكمان والمدير التنفيذي جون لورينايتس، وأضاف قائلًا أنه كسر الجدار الرابع بالحديث على الكاميرا، وصرح بأنه يستطيع بعد أخذ اللقب ومغادرة الاتحاد الدفاع عنه في مختلف الاتحادات مثل رينغ أوف هونر ونيو جابان برو ريسلينغ. نتيجةً لذلك، أوقف بانك عن العمل وجرد من مباراته ضد سينا على لقب البطولة، الأمر الذي دفع سينا لمواجهة مكمان وتهديده بأنه سيترك الاتحاد واللقب إن لم يعيد مكمان بانك إلى العمل، فرضخ مكمان وشرط على سينا بأنه سوف يطرد إذا خسر اللقب. حاول مكمان في حلقة عرض راو التالية أن يوقع مع بانك عقدًا جديدًا لضمان بقاء لقب بطولة دبليو دبليو إي في الاتحاد، ووافق على مطالب بانك واعتذر منه قبل أن يقاطع سينا الإجراءات بلكم بانك الذي دفعه الغضب لتمزيق العقد المتفق عليه.
كان العداء الرئيسي في عرض سماكداون على لقب بطولة العالم للوزن الثقيل بين حامل اللقب راندي أورتن ضد كريستيان. وبدأ العداء بينهما في 6 مايو ضمن حلقة عرض سماكداون حيث هزم أورتن كريستيان وأصبح حامل اللقب الجديد بعد أقل من أسبوع من فوز كريستيان باللقب. من ثم طالب كريستيان بمباراة الإعادة في مهرجان أوفر ذا ليمت، حيث خسر فيها. في 19 يونيو أثناء عرض كابيتول بانيشمنت هزم أورتن كريستيان حيث قام بتثبيته واحتفظ بلقبه إثر فشل الحكم أن يلاحظ قدم كريستيان أسفل الحبل. في 24 يونيو، ضمن عرض سماكداون طالب كريستيان من مدير حلبة سماكداون تيودور لونغ فرصة أخرى على اللقب، ووافق لونغ على مطلبه شريطة أن يهزم كين، إلا أن كريستيان خسر المباراة ضد كين بالإبطال بعد أن تدخل مارك هنري. في نفس الحلقة رتب لونغ لمباراة فرق تبادل بين كريستيان وهنري ضد كين وأورتن بنفس شروط المباراة السابقة، حيث ثبت هنري أورتن وفاز بالمباراة. عرض بعدها لونغ على هنري فرصة مباراة على اللقب ضد أورتن شريطة أن يهزم هنري أورتن مرة أخرى، إلا أن هنري خسر المباراة بالعد خارج الحلبة بعد أن دبر كريستيان أمرًا لإلهائه. هذا الأمر رتب لمباراة بين أورتن وكريستيان على اللقب في مهرجان ماني إن ذا بانك. في 8 يوليو، أضاف محامي كريستيان في السيناريو شرطًا لمباراتهما في المهرجان، أن لا يكون هناك تحكيم سيئ وأن لا يسقط الحكم أهلية أورتن وإلا سيخسر الأخير اللقب إلى صالح كريستيان.
في حلقة 27 يونيو، أعلن عن متنافسي مباراة ماني إن ذا بانك لعرض راو دون وجود مباريات التصفيات، وهم: ألبرتو دل ريو، أليكس رايلي، إيفان بورن، جاك هاغر، كوفي كينغستون، ذا ميز، آر تروث وري ميستيريو. وفي حلقة 1 يوليو، أعلن عن متنافسي مباراة ماني إن ذا بانك لعرض سماكداون، وهم: كودي رودز، دانيال برايان، هيث سلايتر، جستين غابرييل، كين، سين كارا، شيمس وويد باريت.
بدأ العداء بين بيغ شو ومارك هنري في 17 يونيو ضمن حلقة عرض سماكداون بعد أن أُرغم بيغ شو على مواجهة هنري، إلا أن بيغ شو أفقد هنري الوعي قبل أن تبدأ المباراة. وهذا الأمر خلق العداوة بينهما، حيث تدخل هنري في مباراة لبيغ شو ضد ألبرتو دل ريو في عرض كابيتول بانيشمنت وأيضًا في 27 يونيو ضمن عرض راو في مباراة القفص الحديدي. أعلن لاحقًا مباراة بين هنري وبيغ شو في مهرجان ماني إن ذا بانك.
في 20 يونيو ضمن حلقة عرض راو، خسرت بري بيلا لقب بطولة الديفاز أمام كيلي كيلي، ورتبت مباراة الإعادة على أن تكون في مهرجان ماني إن ذا بانك. كانت كيلي في عداء مع التوأم بيلا منذ مايو 2011.

## الحدث
| الدور:            | الاسم:           |
| ----------------- | ---------------- |
| التعليق الإنجليزي | مايكل كول        |
| التعليق الإنجليزي | جيري لولر        |
| التعليق الإنجليزي | بوكر تي          |
| التعليق الإسباني  | كارلوس كابريرا   |
| التعليق الإسباني  | هيوغو سافينوفيتش |
| مذيع الحلبة       | توني شيمل        |
| مذيع الحلبة       | جاستين روبرتس    |
| الحكام            | مايك كيودا       |
| الحكام            | جون كون          |
| الحكام            | سكوت آرمسترونغ   |
| الحكام            | تشارلز روبنسون   |

### المباريات التمهيدية

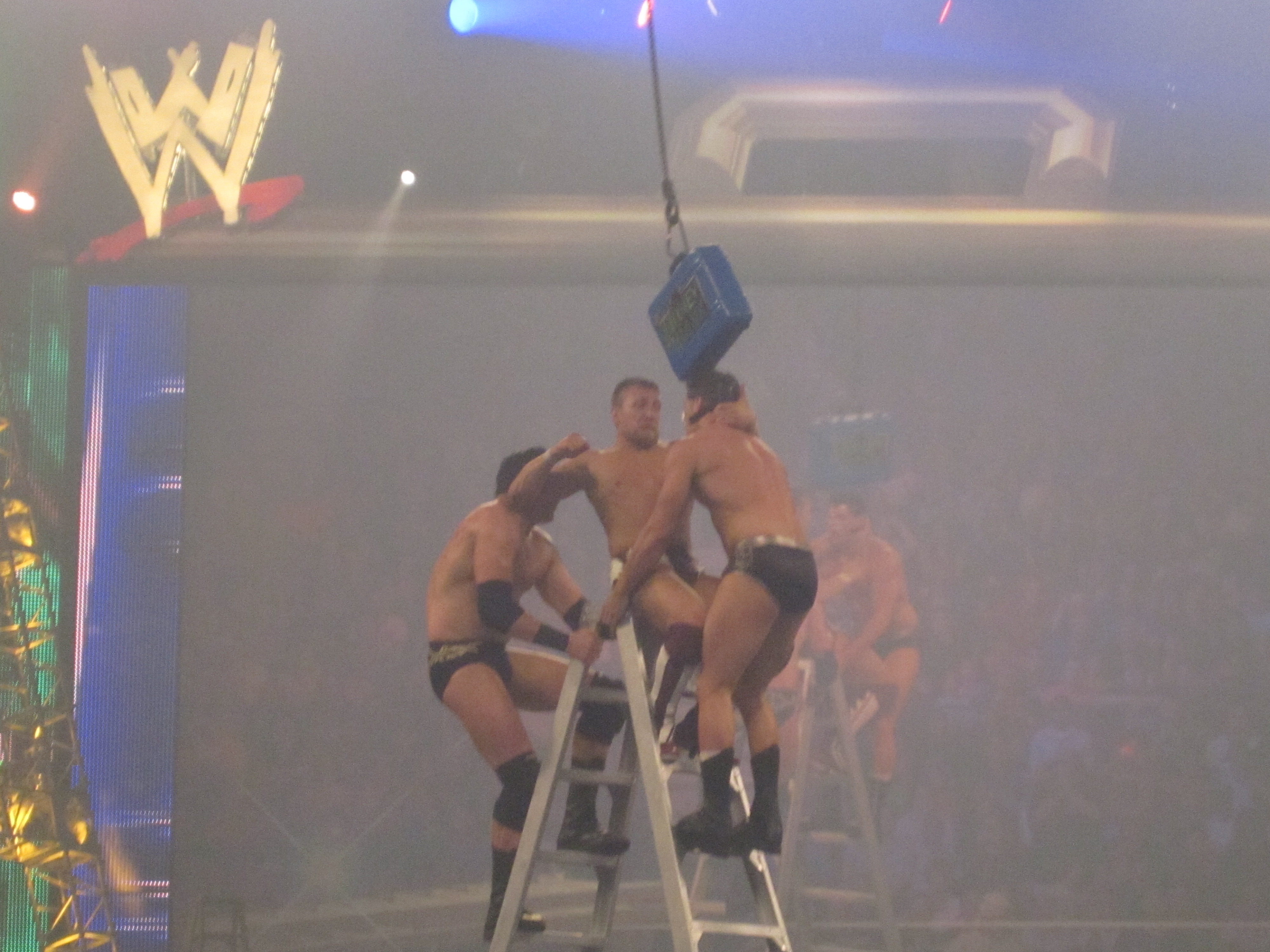
المباراة الافتتاحية انتهت بفوز دانيال برايان (في المنتصف) الذي يضرب ويد باريت (في اليسار) وكودي رودز (في اليمين) الذي يحاول أن يحصل على حقيبة ماني إن ذا بانك لعرض سماكداون.

تشكل كادر معلقي المهرجان باللغة الإنجليزية من مايكل كول، جيري "ذا كينغ" لولر وبوكر تي، وبالإسبانية من كارلوس كابريرا وهيوغو سافينوفيتش، واختير توني شيمل وجاستين روبرتس ليكونا مذيعي الحلبة. شمل كادر التحكيم مايك كيودا، جون كون وسكوت آرمسترونغ، تشارلز روبنسون. أمّا كادر المسؤولين، فكان من بينهم فينس مكمان وجون لورينايتس.
بدأ المهرجان بمباراة ماني إن ذا بانك لعرض سماكداون، وخلال المباراة صَفَق شيمس سين كارا بحركة باوربومب على سلم وضع بين طاولة التعليق الإسبانية والحلبة، ما أدّى إلى كسر السلم إلى نصفين وإخراج كارا بعيدًا عن محيط الحلبة. وقرب نهاية المباراة، كان باريت، رودز وبرايان الوحيدين المتواجدين داخل الحلبة. نفذ برايان قبضة الاستسلام غلتين شوك ‏ برودز وهما أعلى السلم في منتصف الحلبة، بينما تسلل باريت إلى الأعلى من الجانب الآخر للسلم، وبعد أن أسقط برايان رودز من السلم، حمل باريت برايان على كتفيه محاولًا رميه من السلم، لكن الأخير تصدى له بشكل متكرر بحركة إلبو على راسه، ثم ركله على رأسه وتعلّق بالحقيبة وفاز بالعقد.
أمّا المباراة التالية، فكانت مباراة سيدات بين كيلي كيلي وبري بيلا على لقب بطولة الديفاز. هزمت كيلي بيلا بعد أن نفذت بالأخيرة حركة كي 2 ‏، لتحتفظ باللقب.
لعب مارك هنري ضد بيغ شو في المباراة الثالثة، وقبل نهاية المباراة نفذ هنري حركته وورلدز سترونغيست سلام ‏ ببيغ شو وعند التثبيت فلت الأخير من العد الثالث، ثم أعاد هنري تنفيذ حركته مرة أخرى ونفذ أيضًا حركة رانينغ سبلاشيس مرتين، ثم ثبت شو وفاز بالمباراة، ثم وضع هنري لاحقًا كرسيًا فولاذيًا بين قدمي شو وقفز على الكرسي مما تسبب بإصابة بيغ شو.
كانت المباراة التالية، مباراة ماني إن ذا بانك لعرض راو، حيث جلب جميع المصارعين سلالم إلى الحلبة، وخلال المباراة نفذ إيفان بورن حركته إير بورن ‏ بالهواء، بالقفز من على السلم على المصارعين الآخرين المتواجدين بجانب الحلبة. بورن وذا ميز صعدا للحصول على الحقيبة لكن دل ريو أسقط سلمهما، مما تتسبب بإصابة ميز بركبته وأخذه وراء الكواليس. صعد المصارعون السبع المتبقين بذات الوقت على السلالم الأربعة الموجودة في الحلبة، لكنهم سقطوا واحدًا تلو الآخر، وفي هذه الأثناء عاد ميز يعرج إلى الحلبة بعد أن لم يتبق أحد فيها وصعد على السلم باستخدام قدم واحدة للحصول على الحقيبة، لكن ميستيريو أوقفه وأسقطه من السلم بحركة سانست فليب باوربومب. في هذه الأثناء حاول ميستيريو الحصول على الحقيبة لكن دل ريو تدخل وتصارع معه على أعلى السلم للحصول على الحقيبة، ثم شتت انتباه ميستيريو بسحب قناعه ودفعه إلى سلم آخر، مما انقلب السلم على سلم دل ريو وسقط المصارعان على أرضية الحلبة. أعاد دل ريو تثبيت السلم وصعد مرة أخرى لأخذ الحقيبة لتنتهي المباراة بفوزه.
أما المباراة الخامسة للمهرجان فكانت بين حامل لقب بطولة العالم للوزن الثقيل راندي أورتن وكريستيان على اللقب، وكان من شروط المباراة أن لا يكون هناك تحكيم سيء وأن لا يسقط الحكم أهلية أورتن وإلا سيخسر الأخير اللقب إلى صالح كريستيان. أفتتح كريستيان المباراة بجلب كرسي فولاذي إلى الحلبة ليستفز أورتن ليستخدمه ثم تسقط أهليته، لكن أورتن تمالك نفسه ورمى الكرسي خارج الحلبة. نفذ كريستيان حركته القاضية كيل سويتش ‏ بأورتن وثبته، لكن أورتن فلت بعد العد الثاني. وعندما كان يستعد أورتن للقيام بحركته القاضية آر كي أو ‏ قرب نهاية المباراة، بصق كريستيان في وجهه، فغضب أورتن وركل كريستيان بين ساقيه فسارع الحكم إلى إسقاط أهليته، وأعلن كريستيان بطلًا لبطولة العالم للوزن الثقيل، ما دفع أورتن إلى مهاجمة كريستيان بشراسة ونفذ به حركته القاضية آر كي أو لمرتين على طاولة المعلقين.

### المباراة الرئيسية

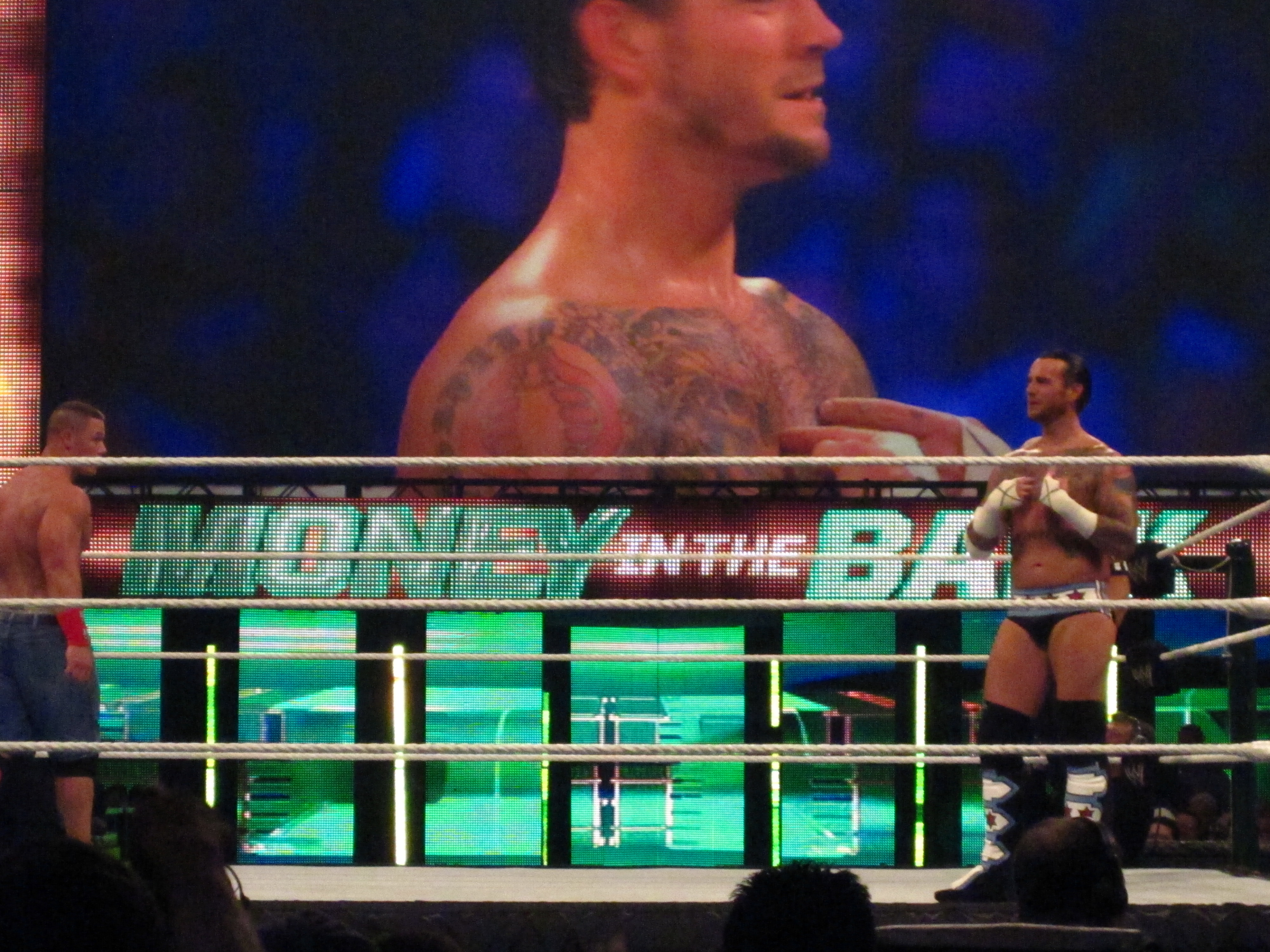
في الصورة: سي إم بانك (في اليمين) أمام جون سينا (في اليسار) أثناء مبارتهما في المهرجان.

كانت المباراة الرئيسية للمهرجان بين حامل لقب بطولة دبليو دبليو إي جون سينا وسي إم بانك، وهدد رئيس الاتحاد فينس مكمان بطرد سينا إن لم يحتفظ باللقب.

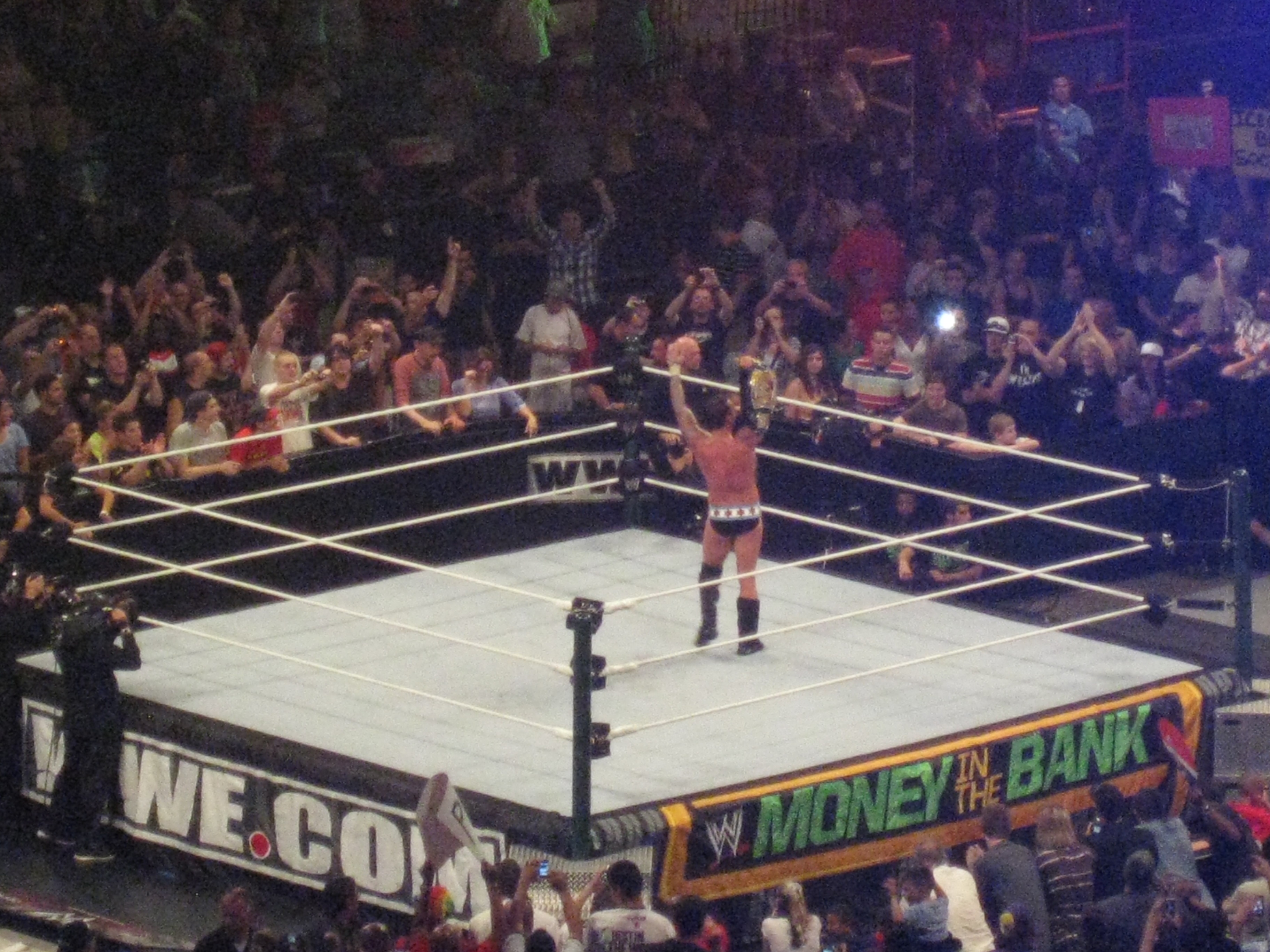
في الصورة يحتفل سي إم بانك بلقب بطولة دبليو دبليو إي بعد فوزه في المباراة الرئيسية.

خلال المباراة لم يستطع سينا حسم المباراة رغم تنفيذه لحركته القاضية أتيتيود أدجستمنت ‏ لمرتين. ونفذ بانك حركته غو تو سليب بعد مضي أكثر من 30 دقيقة من بدء المباراة لكنه أصاب صدر سينا بدلًا من رأسه مما تسبب بسقوط سينا خارج الحلبة. أثناء إعادة بانك سينا إلى الحلبة، جاء مكمان وجون لورينايتس من خلف الكواليس إلى مدخل الحلبة مما شتت انتباه بانك الواقف خارج الحلبة، ما سمح لسينا بتنفيذ حركة الاستسلام
إس تي إف ‏ ببانك فور دخول الأخير إلى الحلبة، إلا أن بانك لم يستسلم، لكن مكمان أشار إلى الحكم أن يمنح الفوز إلى سينا وأرسل لورينايتس ليقرع الجرس.
هذه اللقطة أعادت إلى الأذهان مشهد حادثة مونتريال سكرو جوب في 1997، حيث دبر مكمان مؤامرة أدت إلى خسارة بريت هارت لقب بطولة دبليو دبليو إف إلى شون مايكلز بالاستسلام، رغم أن هارت لم يستسلم.
ترك سينا بانك وذهب لمنع لورينايتس من قرع الجرس لعدم رغبته بفوز مشبوه ثم عاد إلى الحلبة، وبمجرد عودته نفذ بانك حركة غو تو سليب وثبت سينا وفاز باللقب. أمر مكمان ألبرتو دل ريو الفائز في مباراة ماني إن ذا بانك من عرض راو بمقايضة الحقيبة بمباراة على اللقب ضد بانك، وأثناء قدوم دل ريو إلى الحلبة لمقايضة الحقيبة، سارع بانك بتنفيذ ركلة راوندهاوس بدل ريو وأسقطه قبل أن يتمكن من تسليم الحقيبة، ما أفشل مخطط مكمان، ثم توجه بانك نحو مكمان المصاب بالذهول وأرسل قبلة طائرة إليه، وهرب نحو الجمهور ليخرج من القاعة وهو يحمل لقب بطولة دبليو دبليو إي.

## الاستقبال

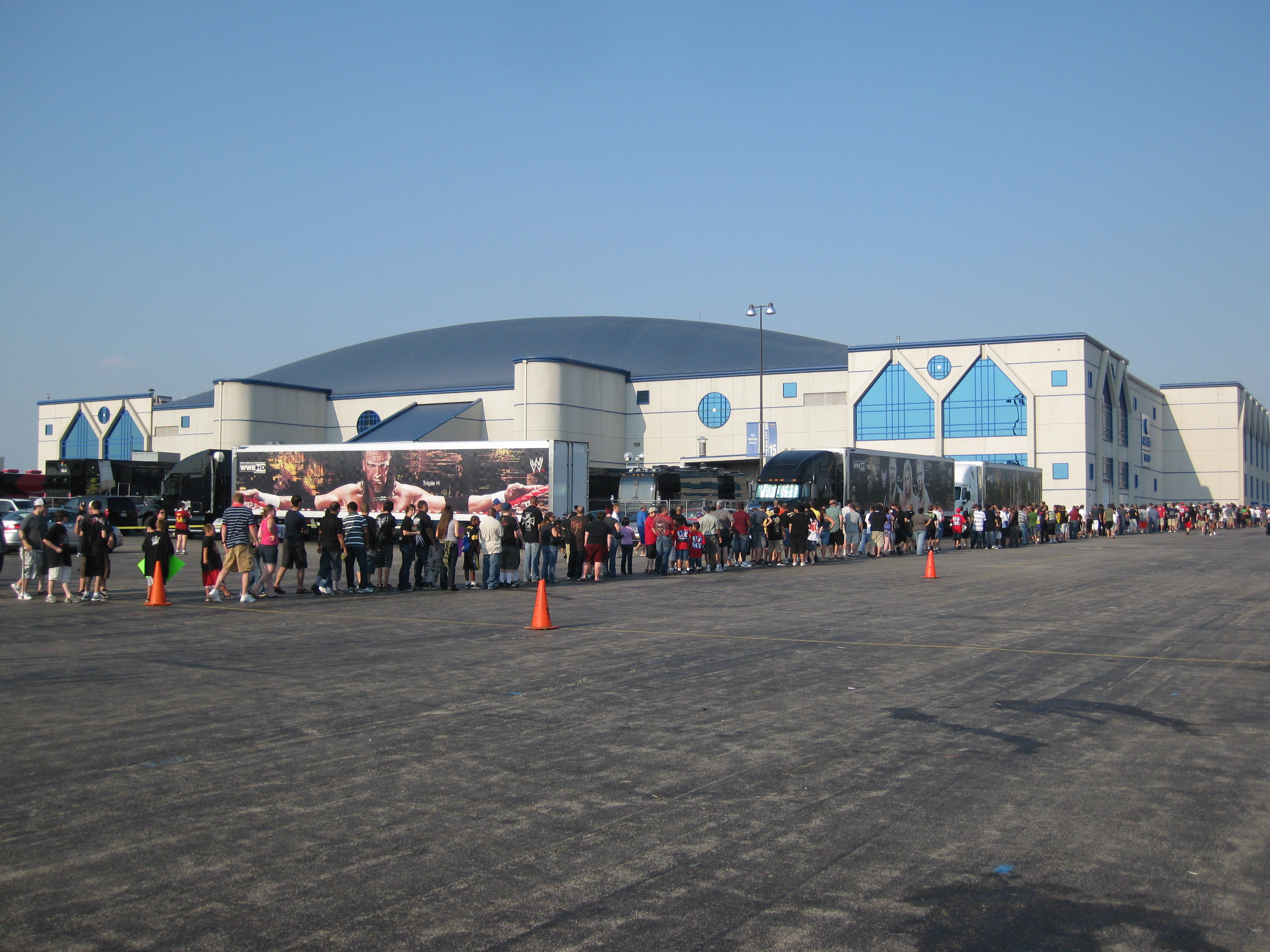
في الصورة: حشد من الجمهور الذي يدخل إلى صالة أولستايت في إحدى ضواحي روسمونت.

أعلنت دبليو دبليو إي أثناء المهرجان أن عدد الحضور بلغ 14,815، وأفيد لاحقًا أن 12,000 من الحضور قد دفع ثمن التذكرة، لتجني دبليو دبليو إي 750,000 دولار. وضمن نظام الدفع مقابل المشاهدة، اشترك 195,000 شخص لمشاهدة المهرجان، بزيادة 18.2% عن العام الماضي حيث كان عدد المشتركين قد بلغ 165,000، الأمر الذي ساهم بجني دبليو دبليو إي من نظام الدفع مقابل المشاهدة 15.8 مليون دولار إيرادات للربع الثالث من عام 2011 مقارنة بـ 13.6 مليون دولار للربع الثالث من عام 2010. أمّا مهرجان ماني إن ذا بانك لعام 2012، فقد حصل على 188,000 اشتراك بنسبة انخفاض قدرها 3.6%.
تلقى المهرجان من النقاد تقييمات إيجابية في معظمها. منح ديف ملتزر من نشرة ريسلينغ أوبزرفر الإعلامية مباراة سينا وبانك خمسة نجوم من أصل خمسة، وهي المباراة الأولى من دبليو دبليو إي منذ عام 1997 تحصل على هكذا تقييم. صنفت لاحقًا نشرة ريسلينغ أوبزرفر الإعلامية المهرجان كأفضل مهرجان كبير ‏ لعام 2011، على صعيد مهرجانات اتحادات المصارعة المحترفة الأخرى مثل نيو جابان برو ريسلينغ وغيريلا برو ريسلينغ فضلًا عن كي-1 المسابقة العالمية لرياضة الكيك بوكسينغ ومهرجانات فنون القتال المختلطة المقامة بواسطة بطولة القتال النهائي. كذلك صنفت النشرة مباراة المهرجان الرئيسية كمباراة العام ‏.
حضر أليكس روبرتس من نشرة برو ريسلينغ تورتش الإعلامية المهرجان، وانتقد مباريات السلالم التي وصفها بأنها «عروض خطيرة» يتعرض فيها الكثير من المصارعين لإصابات مؤلمة لكن غالبًا ما تفشل هذه العروض بالحصول على ردة فعل مكافئة من الجمهور. كذلك أضاف بأن الإصابات التي تعرض لها سين كارا وذا ميز أثارت قلق الجمهور. في المقابل رأى روبرتس أن مباريات الألقاب التي بنيت على سيناريو قصصي ولعبت على الحالة النفسية داخل الحلبة كانت «مشهودة بشدة» و«أسطورية» بخلاف بقية المباريات. وصرح روبرتس بخصوص المباراة الرئيسية: «حتى أحداث نهاية المباراة تجاوزت المكائد المعقدة المتوقعة ولعبت ببراعة وفقًا للحبكة القصصية». في نهاية عام 2011، صنف ناثان كيغت من نشرة برو ريسلينغ تورتش الإعلامية مهرجان ماني إن ذا بانك الأفضل من بين 34 مهرجانًا من مهرجانات الدفع مقابل المشاهدة لعام 2011، بما فيها مهرجانات دبليو دبليو إي، تُوتال نون ستوب أكشن، رينغ أوف هونر ودراغون غيت يو إس إيه.
كذلك، أعطى ويد كيلر من نشرة برو ريسلينغ تورتش الإعلامية مباراة سينا وبانك خمسة نجوم من أصل خمسة، وصرح: «اللياقة لم تكن بمستوى الدرجة الكاملة، لكن كل شي آخر حدث في آخر أربعين دقيقة يعادل السحر في المصارعة المحترفة». أعطى كيلر أيضًا مباراة ماني إن ذا بانك لعرض سماكداون أربعة نجوم من أصل خمسة وصرح: «كان هناك العديد من المصارعين الجيدين الذين تلقوا الكثير من الضربات الكبيرة، وردوها خلال سير المباراة». وصرح كيلر حول مباراة أورتن وكريستيان: «كانت مكتوبة بشكل جيد، نفذت بشكل جيد، وانتهت وهي تعكس شخصيات وسيناريو هذا العداء». فيما يتعلق بنتيجة مباراة هنري وبيغ شو، علق كيلر: «كان من المثير للاهتمام أن نرى دبليو دبليو إي حقًا وبصدق تدعم هنري لأول مرة بعد كل هذا الوقت».

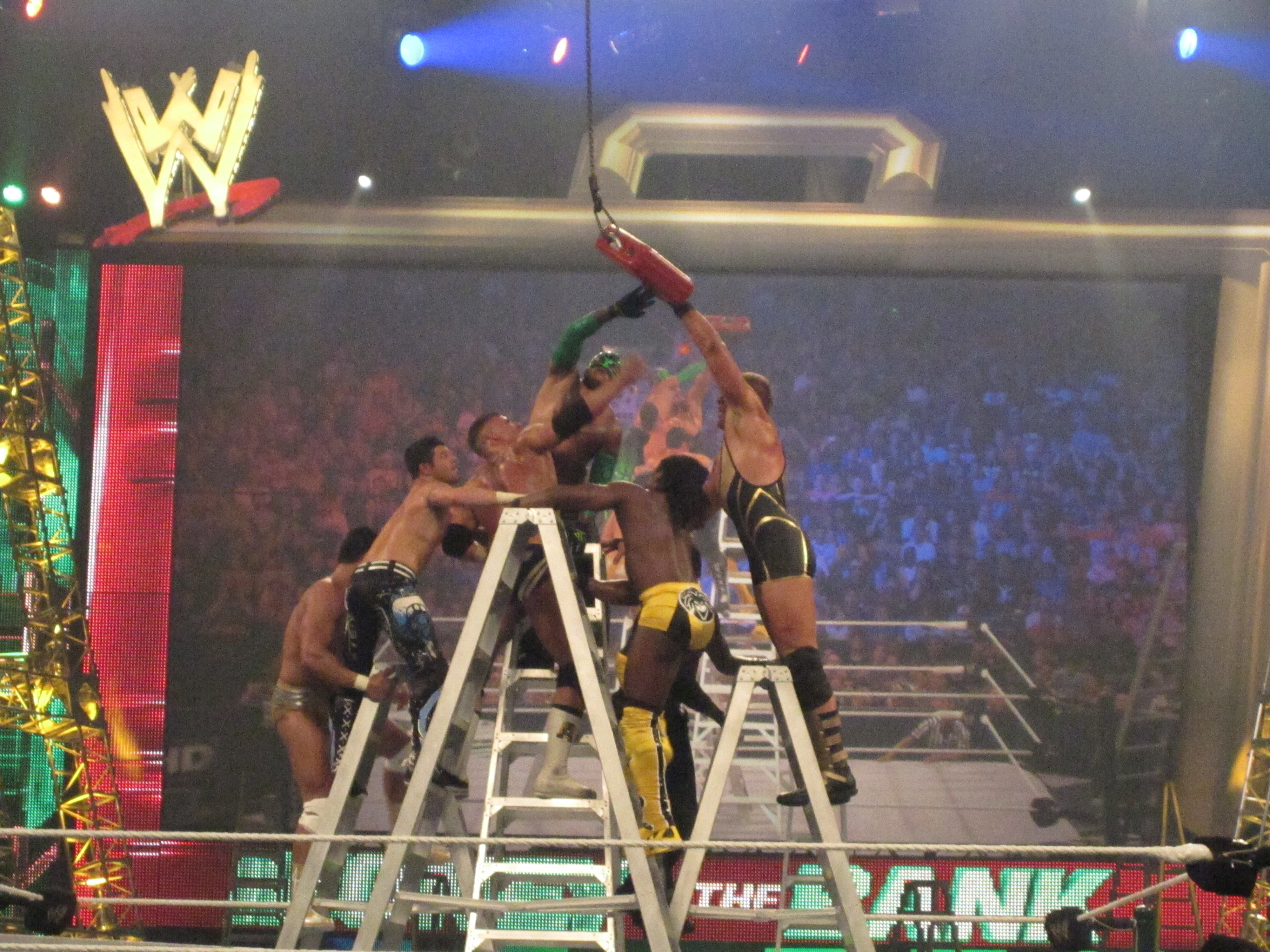
في الصورة: عدة مصارعين يتدافعون أعلى السلالم أثناء محاولتهم الحصول على الحقيبة خلال مباراة ماني إن ذا بانك لعرض راو.

صرح ديف هيلهاوس من موقع كنديان أونلاين إكسبلورارز: «تضمن مهرجان ماني إن ذا بانك بالضبط ما يجب أن يكون عليه الحدث الرئيسي، مباراة تطغى على جميع المباريات على التذكرة، بغض النظر عن مدى جودة المباريات الأخرى، تجعلك تتطلع أن تنتهي فقط لتكون خطوة واحدة أقرب إلى المباراة النهائية». أعطى هيلهاوس المباراة الرئيسية ثمانية من عشرة والمهرجان بالكامل ستة من عشرة. في حين كانت نتائج استطلاع قراء كنديان أونلاين إكسبلورارز حول المهرجان: 26% منهم لم يشاهدوه، 5% وجدوه مخيبًا للآمال، 6% وجدوه لا بأس به، و63% منهم وجدوه عظيمًا.
أصدرت دبليو دبليو إي في عام 2013، قائمة «أفضل 15 مهرجان من مهرجانات الدفع مقابل المشاهدة على الإطلاق»، احتل مهرجان ماني إن ذا بانك 2011 المركز الثاني بالقائمة. أصدرت لاحقًا من نفس العام قائمة «أعظم 50 مباراة على الإطلاق على لقب البطولة» واحتلت مباراة سينا وبانك المركز الرابع في القائمة.
في 16 أغسطس 2011، صدرت نسخة منزلية من المهرجان على الدي في دي من خلال دبليو دبليو إي هوم فيديو ‏، مع ملحق إضافي يتضمن مقابلة أجراها مات سترايكر مع دانيال برايان. أعطى أريك كوهين من أبوت.كوم الدي في دي خمسة نجوم من خمسة، وقال أن المهرجان كان من أحد أفضل مهرجانات الدفع مقابل المشاهدة على الإطلاق وأضاف بأنه يستحق أن يصنف بأعلى توصية ممكنة. أمّا دي في دي توك فقد علقت: «بالرغم من أن النسخة صدرت بتقنيات منخفضة الجودة دون ميزات إضافية حقيقية تتضمن خيار بلو-راي عالي الجودة»، إلا أنها صنفت النسخة الصادرة بتصنيف «ينصح به بشدة».

## التداعيات
صور سي إم بانك بعد مغادرته صالة أولستايت آخذًا معه لقب بطولة دبليو دبليو إي يتباهى باللقب الجديد في شوارع شيكاغو مع كولت كابانا وإيس ستيل من قبل موقع المشاهير تي إم زد.
في 18 يوليو ضمن عرض راو بعد يوم من انتهاء المهرجان، رتب رئيس اتحاد دبليو دبليو إي فينس مكمان لمسابقة تتوج مصارعًا جديدًا بلقب بطولة دبليو دبليو إي تُجرى بين ثمانية مصارعين، والتي تضمنت جميع متنافسي مباراة ماني إن ذا بانك لعرض راو عدا إيفان بورن الذي أخذ محله دولف زيجلر. بلغ كل من ذا ميز وري ميستيريو المباراة النهائية في المسابقة، ثم قام مكمان بتأجيل المباراة ريثما يطرد جون سينا بسبب خسارته اللقب في المباراة الرئيسية لمهرجان ماني إن ذا بانك. أثناء إعلان مكمان قرار طرد سينما، قاطع تربل إتش مكمان وأعلن إن مجلس إدارة دبليو دبليو إي قد عزل مكمان من السلطة في تصويت اقتراح حجب الثقة، وأنه سيتولي من الآن بدلًا من مكمان مسؤولية القيام بالأعمال اليومية لدبليو دبليو إي، ثم أعلن تربل إتش رفضه لطرد سينا.

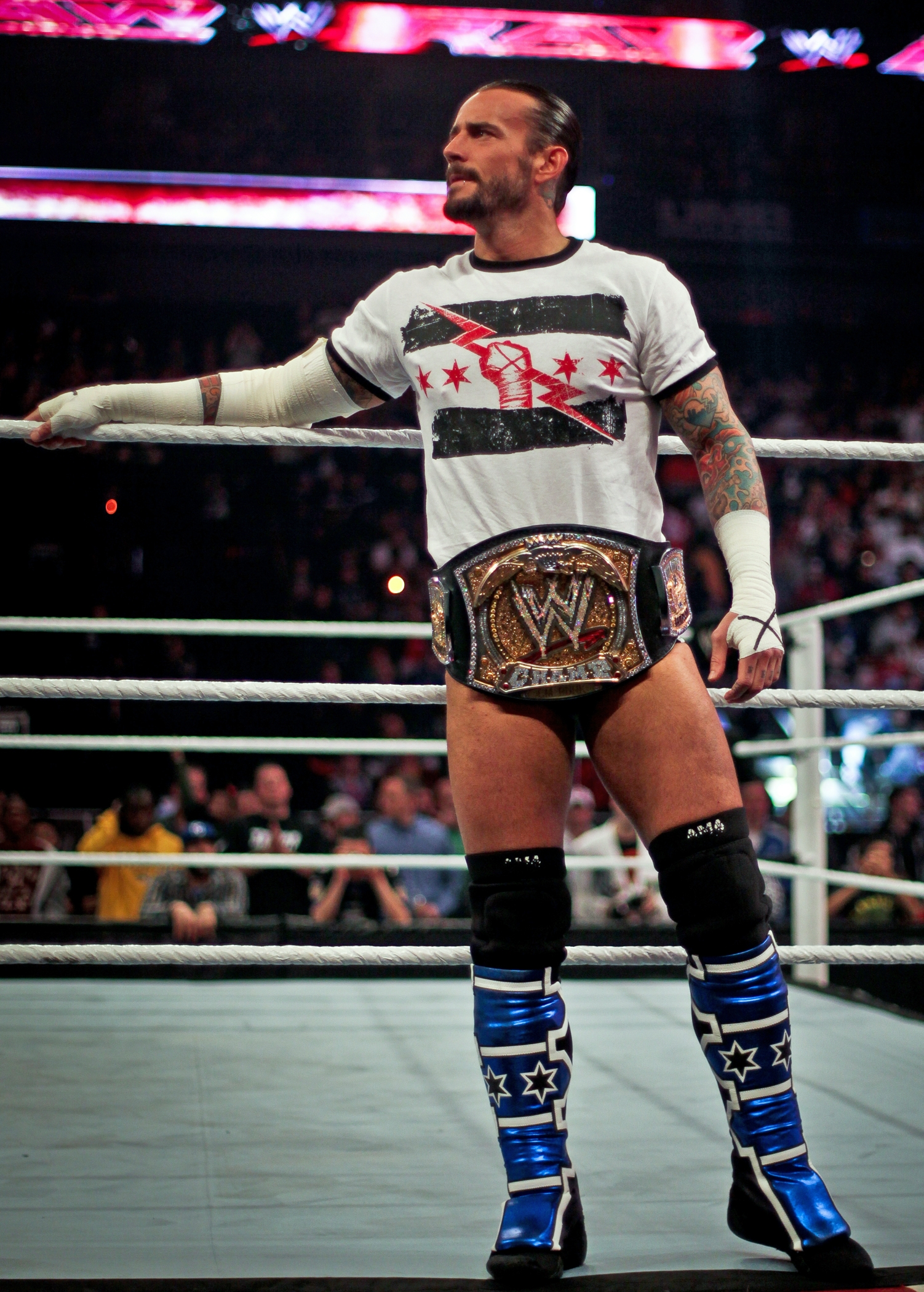
في الصورة: سي إم بانك عائدًا إلى الحلبة مع حزام بطولة دبليو دبليو إي بعد أسبوعين من مهرجان ماني إن ذا بانك.

تطفل بانك في 21 يوليو، على ندوة مشتركة بين دبليو دبليو إي وماتيل في مؤتمر سان دييغو كومك كون إنترناشونال حاملًا بيده حزام البطولة، وواجه تربل إتش واعترض على محاولة الاتحاد تتويج بطل جديد للقب دبليو دبليو إي. ظهر بانك بعدها بيومين بشكل مفاجئ دون حزام البطولة في عرض يستضاف بواسطة اتحاد أول أميريكان ريسلينغ لدعم غريغوري أيرون، المصارع المصاب بشلل دماغي، كمصدر إلهام للتغلب على إعاقته.
في 25 يوليو، في حلقة عرض راو فاز ري ميستيريو بالمسابقة وأصبح حامل لقب بطولة دبليو دبليو إي الجديد، وفي الحال كان عليه التصدي لألبرتو دل ريو قبل صرفه عقد ماني إن ذا بانك. قرّر تربل إتش الذي أصبح ضابط العمليات الرئيسية أن على ميستيريو مواجهة حامل اللقب السابق سينا لاحقًا هذه الليلة، وهو ما تم حيث فاز سينا بالمباراة وأصبح حامل اللقب الجديد. قام بانك بعد المباراة بعودة غير معلن عنها للحلبة وهو يحمل حزام دبليو دبليو إي السابق مواجهًا سينا، مما أدى إلى وجود مصارعين يحملان في ذات الوقت لقب بطولة دبليو دبليو إي. سينا وبانك تصارعا لاحقًا في مباراة ضمن مهرجان سمر سلام في 14 أغسطس، لتتويج حامل لقب دبليو دبليو إي بلا منازع، المباراة التي فاز فيها بانك بشكل مثير للجدل حيث لم ير تربل إتش الذي كان يحكم تلك المباراة قدم سينا على حبل الحلبة وهو بالواقع ما كان سيمنع خسارته. هاجم كيفين ناش العائد بشكل مفاجئ إلى دبليو دبليو إي بانك أثناء احتفاله بفوزه وقدم بعدها دل ريو إلى الحلبة وصرف عقد ماني إن ذا بانك وقام بتثبيت سي إم بانك بعد أن ضربه على رأسه ليفوز باللقب. إلا أن بانك استعاد اللقب لاحقًا من دل ريو في مهرجان سرفايفر سيريس لعام 2011، وبقي حاملًا للقب لمدة 434 يومًا إلى أن هزمه ذا روك في مهرجان رويال رامبل لعام 2013.
مُنح راندي أورتن مباراة الإعادة بنظام دون استبعاد في مهرجان سمر سلام بعد أن خسر لقب بطولة العالم للوزن الثقيل من كريستيان، حيث فاز بالمباراة واستعاد اللقب. وفي هذه الأثناء، هاجم هنري كل من كين وفلاديمير كوزلوف وسحق كاحليهما بالكرسي الفولاذي، ثم هزم أورتن في مهرجان نايت أوف شامبيون في سبتمبر وأصبح لأول مرة بطلًا لبطولة العالم للوزن الثقيل. عاد بيغ شو من الإصابة في أكتوبر 2011، لبدء عداوة مع هنري على اللقب. في بادئ الأمر أعلن دانيال برايان أنه لن يصرف عقد ماني إن ذا بانك إلا في راسلمينيا 28، غير أنه في 25 نوفمبر في حلقة عرض سماكداون صرف برايان عقده بعد أن ضرب بيغ شو هنري بالضربة القاضية وأفقده للوعي مما سمح لبرايان بتثبيت هنري والفوز باللقب ليصبح حامل لقب بطولة العالم للوزن الثقيل. ألغيت المباراة لاحقًا من قبل مدير حلبة سماكداون تيودور لونغ باعتبار أن هنري لم يكن بوضع جسدي يسمح له بالمنافسة، وأعيدت الحقيبة إلى برايان. في مهرجان تي إل سي: الطاولات، السلالم والكراسي في ديسمبر 2011، خسر هنري لقب بطولة العالم للوزن الثقيل لصالح بيغ شو. بعد المباراة هاجم هنري بيغ شو مما سمح لبرايان بصرف عقده وتثبيت بيغ شو والفوز باللقب. حافظ برايان على اللقب لفترة كافية سمحت له بلعب مباراة في راسلمينيا في 12 أبريل 2012، على لقب بطولة العالم للوزن الثقيل، حيث خسر اللقب أمام شيمس.
على صعيد المنافسات على لقب بطولة الديفاز، نافست بيث فينيكس كيلي كيلي حاملة اللقب أكثر من مرة، حيث هزمت كيلي فينيكس واحتفظت بلقبها في مهرجان سمر سلام، وكذلك في مهرجان نايت أوف شامبيون، إلا أنها خسرت لقبها في نهاية المطاف في مباراة ضمن مهرجان جحيم في زنزانة في أكتوبر 2011.
استمر جون لورينايتس بالظهور على التلفاز بعد ماني إن ذا بانك، وعين في أكتوبر 2011، بصفته مديرًا لحلبة راو وشخصية السلطة على الشاشة بدلًا من تربل إتش. لورينايتس خلال حكمه للحلبة، عادى سي إم بانك وجون سينا لاحقًا، إلى أن طرد كجزء من القصة ضمن مهرجان نو واي أوت في يونيو 2012.
فاز في مهرجانات ماني إن ذا بانك التالية جون سينا، راندي أورتن، شيمس في مباريات ماني إن ذا باك 2012، 2013 و2015 على التوالي. صرف سينا عقده وفاز على سي إم بانك بالإبطال بالتالي بقي بانك محتفظًا بلقب دبليو دبليو إي. أمّا أورتن فصرف عقده ضد دانيال برايان وفاز بلقب دبليو دبليو إي. كذلك صرف شيمس عقده على رومان رينز ليصبح حامل لقب بطولة العالم للوزن الثقيل.
في وثائقي لدبليو دبليو إي بعنوان «سي إم بانك: الأفضل في العالم» الصادر في عام 2012، الذي وثق من منظور حقيقي بأن بانك المستاء رفض توقيع عقد جديد مع دبليو دبليو إي يطول أكثر من عام مما أدى إلى اكتشاف الإدارة بأن بانك سيترك الاتحاد بعد انتهاء مهرجان ماني إن ذا بانك. ورد في الوثائقي بأن جوي ميركوري ولارس فريدريكسن استطاعا إقناع بانك بأنه لا يستطيع مساعدة المصارعين المهمشين مثله الذين لا تقدرهم دبليو دبليو إي حق قدرهم إلا إذا بقي في الاتحاد، ما أدى إلى توقيع بانك عقدًا جديدًا مع دبليو دبليو إي أثناء سريان المهرجان وقبل ساعة ونصف من فوزه بلقب البطولة من حامل اللقب سينا.

## النتائج
| رقم                                                                                         | النتائج                                                                                          | الشروط | الوقت |
| ------------------------------------------------------------------------------------------- | ------------------------------------------------------------------------------------------------ | --- | ----- |
| 1D                                                                                          | سانتينو ماريلا وفلاديمير كوزلوف هزما نيكساس (ديفيد أوتانغا وكيرتس آكسل)                          | مباراة فرق | N/A   |
| 2                                                                                           | دانيال برايان هزم كودي رودز، هيث سلايتر، جستين غابرييل، كين، سين كارا، شيمس وويد باريت           | مباراة ماني إن ذا بانك لعرض سماكداون على عقد مباراة للقب بطولة العالم للوزن الثقيل                                           | 24:27 |
| 3                                                                                           | كيلي كيلي (c) (وإيف توريس) هزمت بري بيلا (ونيكي بيلا)                                            | مباراة فردية على لقب بطولة الديفاز                                                                                           | 4:54  |
| 4                                                                                           | مارك هنري هزم بيغ شو                                                                             | مباراة فردية | 6:00  |
| 5                                                                                           | ألبرتو دل ريو هزم أليكس رايلي، إيفان بورن، جاك هاغر، كوفي كينغستون، ذا ميز، آر تروث وري ميستيريو | مباراة ماني إن ذا بانك لعرض راو على عقد مباراة للقب بطولة دبليو دبليو إي                                                     | 15:54 |
| 6                                                                                           | كريستيان هزم راندي أورتن (c) بالإبطال                                                            | مباراة فردية على لقب بطولة العالم للوزن الثقيل على شرط أن إسقطت أورتن أهليته أو كان هناك تحكيم سيء سيخسر اللقب إلى كريستيان. | 12:20 |
| 7                                                                                           | سي إم بانك هزم جون سينا (c)                                                                      | مباراة فردية على لقب بطولة دبليو دبليو إي (إذا خسر سينا اللقب فسوف يطرد من اتحاد دبليو دبليو إي).                            | 33:44 |
| - (c) – تشير إلى البطل (الأبطال) عند بداية المباراة - D – تشير إلى أن المباراة مباراة مظلمة |                                                                                                  | |       |

### المعلومات الكاملة للمراجع
باللغة الإنجليزية
- Daniel Bryan; Craig Tello (2015). Yes!: My Improbable Journey to the Main Event of WrestleMania (بالإنجليزية). St. Martin's Press (published 21 Jul 2015). p. 252. ISBN:978-1-2500-6788-3. Archived from the original on 2020-09-24. Retrieved 2020-09-24.
- Dean Miller (2020). WWE Beyond Extreme (بالإنجليزية). DK (published 17 Mar 2020). p. 46. ISBN:978-1-4654-8998-2. Archived from the original on 2020-09-24. Retrieved 2020-09-24.

## روابط خارجية
- ماني إن ذا بانك على موقع IMDb (الإنجليزية)
- ماني إن ذا بانك على موقع كينوبويسك (الروسية)
- الموقع الرسمي للحدث.
- WWE's الفيديوهات الرسمية على يوتيوب التي تتناول هذا الحدث.
- الحزمة المتكاملة لـWWE على يوتيوب المتناولة للحدث.
- حزمة الفيديوهات الكاملة لـWWE للحدث وما تلاه من أحداث.